# Indikovaná vzdušná rychlost
Indikovaná vzdušná rychlost (anglicky „Indicated airspeed“, IAS) je rychlost letadla vůči mase vzduchu, jak je indikována pilotovi na rychloměru ovládaném pitot-statickým systémem. Rychlost se obvykle udává v km/h nebo uzlech (anglicky „knot“, zkratka „kn“ nebo „kt“, v kokpitech některých letadel „knt“ ).
Pokud letadlo není v nulové nadmořské výšce a v bezvětří, je indikovaná rychlost nižší než pravá vzdušná rychlost (True Air Speed – TAS).
Indikovaná rychlost je zcela zásadní pro vlastní ovládání letadla, právě ta rozhoduje o tom, zda se stroj udrží při daném nastavení prvků, jako například klapky, ve vzduchu. Pro tyto účely není důležité, jak rychle se stroj pohybuje vůči zemi, ale jak rychle jej obtéká vzduch. Proto na rozdíl od rychlosti skutečné nedochází k žádné korekci na teplotu a tlak.
Pokud měřící přístroj udává rychlost v uzlech, jedná se o tzv. Knot Indicated Air Speed (KIAS).